# Giancarlo Giannini
Pour les articles homonymes, voir Giannini.
Giancarlo Giannini /d͡ʒanˈkaɾlo d͡ʒanˈnini/, né le 1er août 1942 à La Spezia (royaume d'Italie), est un acteur, scénariste et réalisateur italien.
Au cours de sa longue carrière, il a interprété un large éventail de personnages : de l'ouvrier prolétaire au chef mafieux, du protagoniste de comédies à l'italienne à celui de films plus mélodramatiques, utilisant également avec aisance de nombreux dialectes italiens, tant méridionaux que septentrionaux. Surtout au début de sa carrière, il est également très actif à la télévision, en tant qu'acteur burlesque, chanteur et danseur.
Il a remporté le prix d'interprétation masculine au festival de Cannes 1973 pour Film d'amour et d'anarchie (1973) et une nomination à l'Oscar du meilleur acteur en 1977 pour son interprétation dans Pasqualino (1975), deux films réalisés par Lina Wertmüller. Un autre film remarqué de la même réalisatrice, Vers un destin insolite sur les flots bleus de l'été (1974), dans lequel il joue face à Mariangela Melato, a gagné le prix du meilleur film au Festival international du film de Téhéran. Il a également remporté six David di Donatello, six Rubans d'argent et cinq Globes d'or. Il a tourné pour Luchino Visconti dans le dernier film de ce dernier, L'innocent (1976), dans le rôle principal masculin. 
Après s'être particulièrement concentré sur les travaux de doublage dans les années 1980 — il a notamment été la voix italienne de Gérard Depardieu ou d'Al Pacino —, mais aussi avoir joué dans des productions étrangères comme celles de Grigori Tchoukhraï (La vie est belle, 1979) ou Rainer Werner Fassbinder (Lili Marleen, 1981), il se fait connaître auprès d'un public plus jeune dans le rôle de l'agent secret français René Mathis dans les films de James Bond Casino Royale (2006) et Quantum of Solace (2008). Sa filmographie compte désormais près de 140 titres, y compris des séries télévisées vers la fin des années 2000.

## Biographie

### Enfance et débuts au théâtre

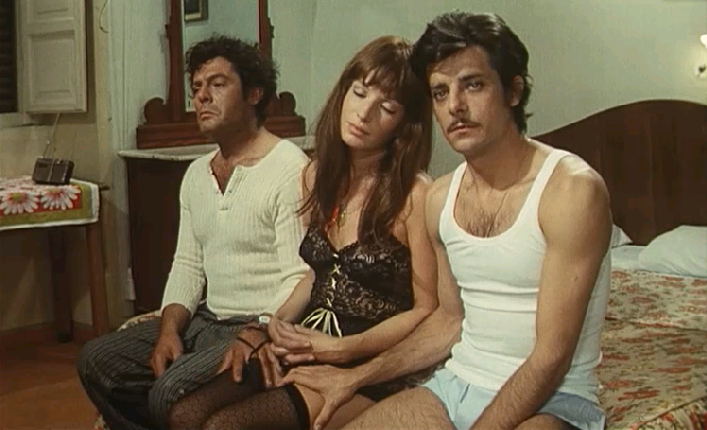
Marcello Mastroianni, Monica Vitti et Giancarlo Giannini dans Drame de la jalousie (1970).

Il passe son enfance dans le village de Pitelli (La Spezia) et, en 1952, il déménage avec sa famille à Naples, où il obtient un diplôme d'électronicien à l'institut technique Alessandro Volta. Après le lycée, il s'installe à Rome, où il étudie l'art dramatique à l'Académie nationale d'art dramatique Silvio-D'Amico.
Il commence au théâtre à Rome, à 18 ans, dans In memoria di una signora amica de Giuseppe Patroni Griffi aux côtés de Lilla Brignone. Puis le metteur en scène Beppe Menegatti lui donne la réplique dans Le Songe d'une nuit d'été de William Shakespeare dans lequel il interprète Puck. C'est le théâtre qui lui offre ses premiers succès avec Roméo et Juliette, mis en scène par Franco Zeffirelli, qui enthousiasme le public de l’Old Vic de Londres et avec La lupa, toujours sous la direction de Zeffirelli, au côté d'Anna Magnani.

### Débuts au cinéma

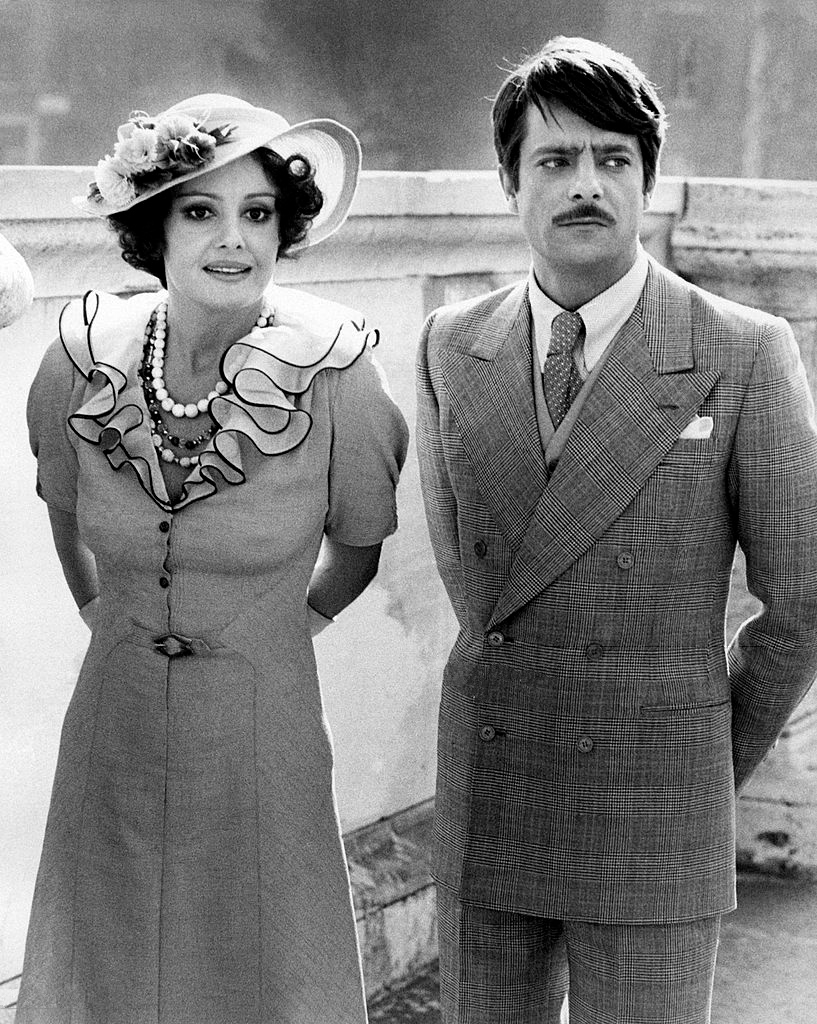
Rossana Podestà et Giancarlo Giannini dans Ce cochon de Paolo (1973).

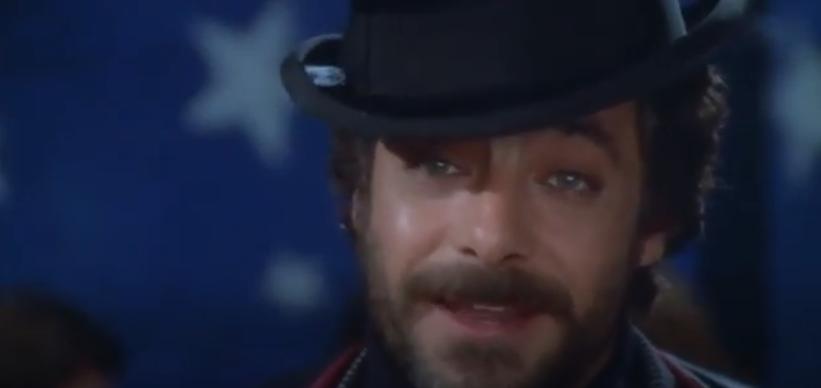
Giancarlo Giannini dans Histoire d'aimer (1975).

Après de nombreuses apparitions au théâtre et à la télévision, il débute au cinéma en 1965 dans I criminali della metropoli (it) de Gino Mangini. Suivent d’autres rôles mais il accède à la célébrité en 1967 grâce au succès d'un téléfilm adapté de Charles Dickens.
En parallèle, il rencontre la réalisatrice italienne Lina Wertmüller. Elle lui offre son premier grand rôle dans Non stuzzicate la zanzara et l'emploie par la suite dans la quasi-totalité de ses films. Mais il ne réussit pas à s’imposer comme grande vedette avant 1970, année où il interprète Drame de la jalousie d'Ettore Scola.
Parmi les acteurs les plus doués et appréciés du cinéma italien, Giannini interprète un vaste répertoire de personnages, passant du prolétaire au boss mafieux. Il passe également avec aisance d'un registre à l'autre, de la comédie au drame. Pour ses compositions, il n'hésite pas à utiliser plusieurs dialectes.

### Collaborations avec Lina Wertmüller

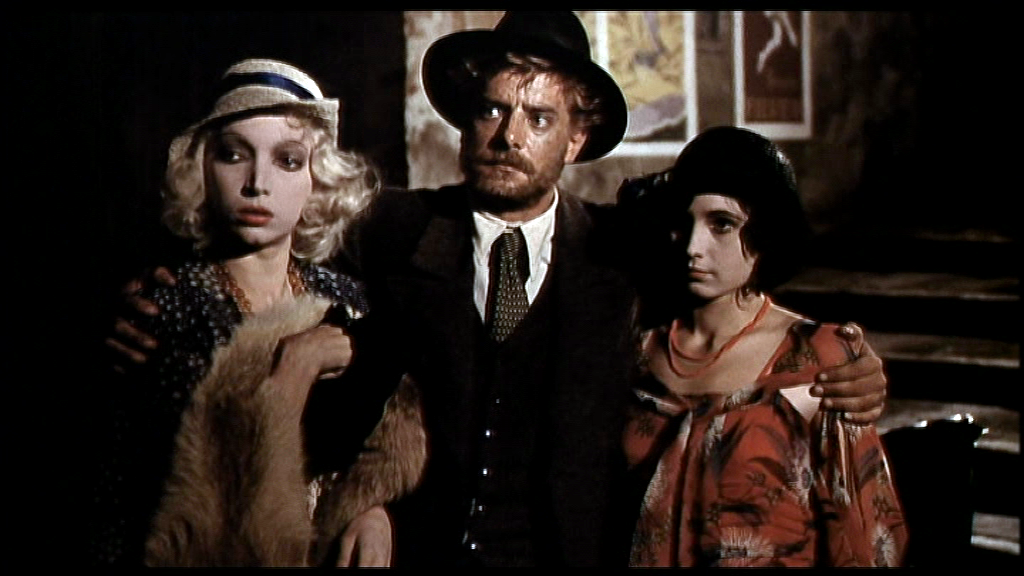
Mariangela Melato, Giancarlo Giannini et Lina Polito dans Film d'amour et d'anarchie (1973).

C'est de sa collaboration avec Lina Wertmüller que naissent ses plus célèbres interprétations, grotesques, ironiques ou dramatiques : il est Tunin dans Film d'amour et d'anarchie (1973), Pasqualino (1976) et le marin Gennarino Carunchio dans Vers un destin insolite sur les flots bleus de l'été (1974) aux côtés de Mariangela Melato avec laquelle il forme un autre couple de scène prometteur. Giannini et Lina Wertmüller fondent ensemble la société de production Liberty Films qui finance tous leurs longs métrages.
Les rôles qu'offre Wertmüller à Giannini lui apportent le succès national et international ainsi que de nombreuses récompenses. Il obtient notamment le David di Donatello et le Ruban d'argent du meilleur acteur pour Mimi métallo blessé dans son honneur puis un second Ruban d'argent et le Prix d'interprétation masculine au Festival de Cannes 1973 pour Film d'amour et d'anarchie. Il reçoit ensuite une nomination à l'Oscar du meilleur acteur pour le rôle-titre de Pasqualino en 1977.

### Productions en Italie
Giannini travaille avec les meilleurs réalisateurs du cinéma italien parmi lesquels Luchino Visconti (L'Innocent, 1976), Sergio Corbucci (Il bestione, 1974 ; Bello mio, bellezza mia, 1982), Mario Monicelli (Voyage avec Anita, 1979 ; Une catin pour deux larrons, 1988 ; Il male oscuro, 1990), Dino Risi (Sexe fou, 1973 et pour la télévision Vita coi figli, 1990), Alberto Lattuada (Sono stato io!, 1973), Nanni Loy (Mi manda Picone, 1984, qui lui vaut un nouveau David di Donatello du meilleur premier rôle), Tinto Brass (Snack Bar Budapest, 1988) ou encore Franco Brusati (Lo zio indegno, 1989). En 1987, il fait ses débuts comme réalisateur avec Ternosecco qu’il écrit et interprète.

### Productions internationales
Après avoir travaillé avec Rainer Werner Fassbinder sur Lili Marleen (1980), il multiplie les apparitions dans le cinéma américain : Le Secret de Santa Vittoria de Stanley Kramer (1969), Life Without Zoë, sketch de New York Stories mis en scène par Francis Ford Coppola (1989), Les Vendanges de feu (1995) d'Alfonso Arau, Hannibal (2001) de Ridley Scott, Man on Fire (2004) de Tony Scott ou encore Casino Royale (2006) de Martin Campbell.

### Autres récompenses

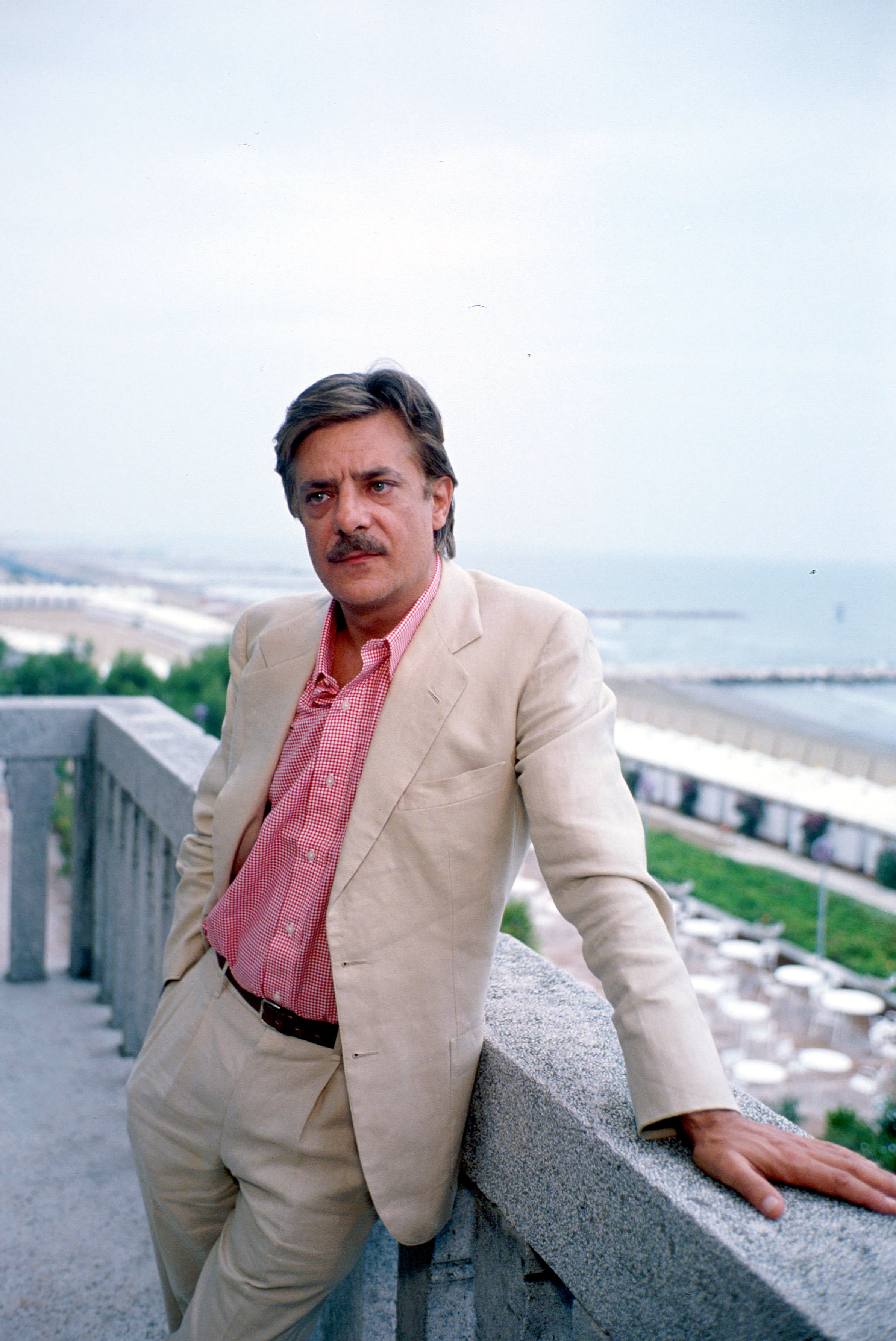
Giancarlo Giannini à la Mostra de Venise 1992.

Dans son palmarès cinématographique, Giannini compte également le David di Donatello du meilleur acteur dans un second rôle, obtenu en 1995 pour Comme deux crocodiles de Giacomo Campiotti. Puis il remporte de nouveau le David di Donatello du meilleur acteur en 1996 pour Remake, Rome ville ouverte de Carlo Lizzani et en 2003 pour Ti voglio bene Eugenio de Francesco Josè Fernandez. Un troisième Ruban d'argent du premier rôle lui est décerné en 1999 pour La stanza dello scirocco (it) de Maurizio Sciarra. Puis il est distingué du Ruban d'argent du meilleur acteur dans un second rôle en 1999 et 2001, respectivement pour La cena d'Ettore Scola et Hannibal de Ridley Scott. Il se voit par ailleurs attribuer un Ruban d'argent comme meilleur doubleur en 1994 pour avoir prêté sa voix à Al Pacino dans le film L'Impasse de Brian De Palma. À noter qu'à l'international, Giannini a également obtenu le Prix du meilleur acteur au Festival de San Sebastián en 1973 pour son interprétation dans Sono stato io! d'Alberto Lattuada.

## Doublage
Giannini a doublé de nombreux acteurs étrangers célèbres, souvent sous la direction de Mario Maldesi ; parmi eux Jack Nicholson (Shining), Al Pacino, Michael Douglas, Gérard Depardieu (Danton, Astérix et Obélix contre César, Le Comte de Monte-Cristo, Napoléon), Dustin Hoffman (Il maratoneta), Ian McKellen (Ricardo III), Ryan O’Neal (Barry Lyndon), Leonard Whiting (Romeo e Giulietta), Mel Gibson (Hamlet). Pour des coproductions internationales en langue italienne impliquant des acteurs non-italophones, il a aussi prêté sa voix à Jacques Perrin dans Le Désert des Tartares et à Helmut Berger dans Ludwig.

## Vie privée

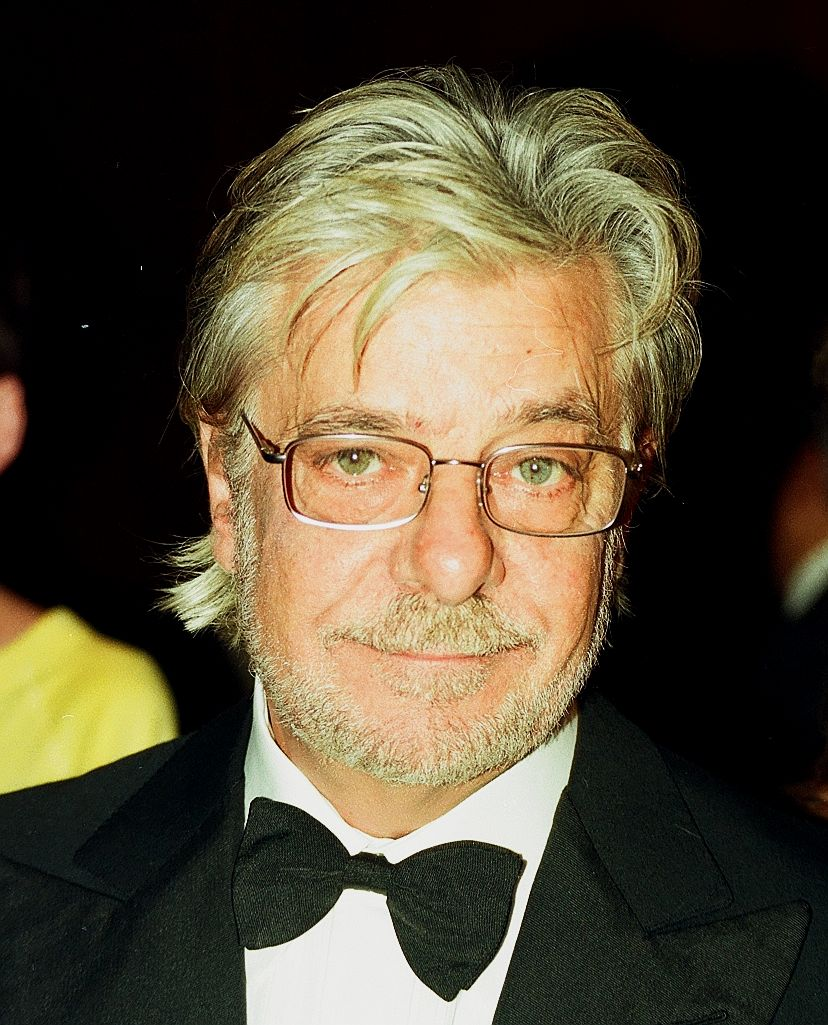
Giancarlo Giannini en 2000.

En 1967, il épouse l'actrice et réalisatrice Livia Giampalmo (it), avec qui il a deux fils (Lorenzo, qui meurt à 20 ans d'un anévrisme en 1987, et Adriano, qui fait ses débuts d'acteur en 2001 avec le film Vers la révolution en 2 CV de Maurizio Sciarra, lauréat du festival de Locarno) et dont il divorce en 1975. De sa seconde épouse, l'actrice Eurilla del Bono (it) (épousée en 1983), il a eu deux autres fils, Emanuele et Francesco, tous deux musiciens.

## Filmographie

### Acteur de cinéma
- 1965 : Libido d'Ernesto Gastaldi et Vittorio Salerno : Christian
- 1966 : Rita la zanzara de Lina Wertmüller : Paolo Randi
- 1967 : Stasera mi butto (it) d'Ettore Maria Fizzarotti : Carlo
- 1967 : Non stuzzicate la zanzara de Lina Wertmüller : Paolo Randi
- 1967 : I criminali della metropoli (it) de Gino Mangini : Gérard Lemaire
- 1967 : Arabella de Mauro Bolognini : Saverio
- 1968 : La Bataille pour Anzio (Anzio) de Duilio Coletti et Edward Dmytryk : Soldat Cellini
- 1969 : Les Deux Sœurs (Le sorelle) de Roberto Malenotti : Dario
- 1969 : Fräulein Doktor d'Alberto Lattuada : Hans Ruppert
- 1969 : Le Secret de Santa Vittoria (The Secret of Santa Vittoria) de Stanley Kramer : Fabio
- 1970 : Une prostituée au service du public et en règle avec la loi (Una prostituta al servizio del pubblico e in regola con le leggi dello stato) d'Italo Zingarelli : Walter
- 1970 : Drame de la jalousie (Dramma della gelosia - tutti i particolari in cronaca) d'Ettore Scola : Nello
- 1970 : Una macchia rosa (it) d'Enzo Muzii : Giancarlo
- 1970 : Don Camillo et ses contestataires (film inachevé) de Christian-Jaque: Le fils de Peppone
- 1971 : Mio padre monsignore (it) d'Antonio Racioppi : Oreste
- 1971 : Mazzabubù... Quante corna stanno quaggiù? de Mariano Laurenti : Lucio, le jeune marié
- 1971 : Un aller simple de José Giovanni : Weber
- 1971 : La Tarentule au ventre noir (La tarantola dal ventre nero) de Paolo Cavara : Inspecteur Tellini
- 1972 : Le Professeur (La prima notte di quiete) de Valerio Zurlini : Giorgio Mosca
- 1972 : Mimi métallo blessé dans son honneur (Mimì metallurgico ferito nell'onore) de Lina Wertmüller : Carmelo Mardocheo / Mimí
- 1972 : Don Camillo et les Contestataires (Don Camillo e i giovani d'oggi) de Christian-Jacque et Mario Camerini : Veleno
- 1972 : Les Proxénètes (Ettore lo fusto) d'Enzo G. Castellari : Ulysse
- 1973 : Ce cochon de Paolo (Paolo il caldo) de Marco Vicario : Paolo Castorini
- 1973 : La Grosse Tête (Sono stato io!) d'Alberto Lattuada : Biagio Solise
- 1973 : Film d'amour et d'anarchie (Film d'amore e d'anarchia, ovvero 'stamattina alle 10 in via dei Fiori nella nota casa di tolleranza...) de Lina Wertmüller : Tunin
- 1973 : Le Sexe fou (Sessomatto) de Dino Risi : Domenico / Cesaretto / Enrico / Lello / Giansiro / le Donneur / Michele Maccò / Saturnino / Docteur Bianchi
- 1974 : Chacun à son poste et rien ne va (Tutto a posto e niente in ordine) de Lina Wertmüller
- 1974 : Deux Grandes Gueules (Il bestione) de Sergio Corbucci : Nino Patrovita
- 1974 : Vers un destin insolite sur les flots bleus de l'été (Travolti da un insolito destino nell'azzurro mare d'agosto) de Lina Wertmüller : Gennarino
- 1975 : Histoire d'aimer (A mezzanotte va la ronda del piacere) de Marcello Fondato : Gino Benacio
- 1975 : La Grande Bourgeoise (Fatti di gente perbene) de Mauro Bolognini : Tullio Murri
- 1975 : Pasqualino (Pasqualino Settebellezze) de Lina Wertmüller : Pasqualino Frafuso
- 1976 : L'Innocent (L'innocente) de Luchino Visconti : Tullio Hermil
- 1978 : La Fin du monde dans notre lit conjugal (La fine del mondo nel nostro solito letto in una notte piena di pioggia) de Lina Wertmüller : Paolo
- 1978 : D'amour et de sang (Fatto di sangue fra due uomini per causa di una vedova - si sospettano moventi politici) de Lina Wertmüller : Nicola Sanmichele dit « Nick »
- 1979 : La vie est belle (Жизнь прекрасна) de Grigori Tchoukhraï : Antonio Murillo
- 1979 : Les Bonnes Nouvelles (Buone notizie) d'Elio Petri : L'Innominato
- 1979 : Voyage avec Anita (Viaggio con Anita) de Mario Monicelli : Guido Massacesi
- 1981 : Lili Marleen de Rainer Werner Fassbinder : Robert
- 1982 : Bello mio, bellezza mia de Sergio Corbucci : Gennarino Laganà
- 1984 : Mi manda Picone de Nanni Loy : Salvatore Cannavacciuolo
- 1984 : Une Américaine à Paris (American Dreamer) de Rick Rosenthal : Victor Marchand
- 1985 : La Fièvre du jeu (Fever Pitch) de Richard Brooks : Charley
- 1986 : Saving Grace de Robert Milton Young : Abalardi
- 1987 : Ternosecco de Giancarlo Giannini : Domenico
- 1987 : Une catin pour deux larrons (I picari) de Mario Monicelli : Guzman
- 1988 : Snack Bar Budapest de Tinto Brass : L'avocat
- 1989 : 'o Re de Luigi Magni : Francesco II di Borbone
- 1989 : New York Stories, segment La Vie sans Zoé (Life without Zoe) de Francis Ford Coppola : Claudio
- 1989 : Un fusil pour l'honneur (Blood Red) de Peter Masterson : Sebastian Collogero
- 1989 : Lo zio indegno de Franco Brusati : Riccardo
- 1989 : La famiglia Buonanotte (it) de Carlo Liconti : Alberto
- 1990 : Le Raccourci (Tempo di uccidere) de Giuliano Montaldo : Le major
- 1990 : Nel giardino delle rose (it) de Luciano Martino : Tramontano
- 1990 : Il male oscuro de Mario Monicelli : Giuseppe Marchi
- 1992 : Banco pour un crime (Once Upon a Crime...) d'Eugene Levy : Inspector Bonnard
- 1992 : Les Amusements de la vie privée (I divertimenti della vita privata) de Cristina Comencini : Charles Renard
- 1994 : Comme deux crocodiles (Come due coccodrilli) de Giacomo Campiotti : Pietro Fraschini
- 1995 : Palerme-Milan aller simple (Palermo Milano solo andata) de Claudio Fragasso : Turi Leofonte
- 1995 : Les Vendanges de feu (A Walk in the Clouds) d'Alfonso Arau : Alberto Aragón
- 1996 : La frontiera (it) de Franco Giraldi : Von Zirkenitz
- 1996 : Cervelles panées (Cervellini fritti impanati (it)) de Maurizio Zaccaro
- 1996 : Remake, Rome ville ouverte (Celluloide) de Carlo Lizzani : Sergio Amidei
- 1996 : La lupa de Gabriele Lavia : Père Angiolino
- 1996 : Les Affinités électives (Le affinità elettive) de Paolo et Vittorio Taviani : Narrateur (voix)
- 1996 : Más allá del jardín de Pedro Olea : Bernardo
- 1997 : Una vacanza all'inferno (it) de Tonino Valerii : Me Ortega l'avocat
- 1997 : Heaven Before I Die d'Izidore K. Musallam : Le voleur
- 1997 : Ultimo bersaglio (it) d'Andrea Frezza (it) : Leo Steiner
- 1997 : The Disappearance of Garcia Lorca de Marcos Zurinaga : Le chauffeur de taxi
- 1997 : Mimic de Guillermo del Toro : Manny
- 1998 : La stanza dello scirocco (it) de Maurizio Sciarra : Marquis d'Acquafurata
- 1998 : Le Dîner (La cena) d'Ettore Scola : Le professeur
- 1998 : Dolce farniente de Nae Caranfil : le Comte Nencini
- 1999 : Vuoti a perdere de Massimo Costa (it) : Francesco Cesena
- 1999 : Milonga d'Emidio Greco : le commissaire
- 1999 : Terra bruciata (it) de Fabio Segatori (it) : Macrì
- 2000 : Welcome Albania de Fabrizio Maria Cortese
- 2000 : Une nuit avec Sabrina Love (Una noche con Sabrina Love) d'Alejandro Agresti : Leonardo
- 2001 : Hannibal de Ridley Scott : Pazzi
- 2001 : Une longue, longue, longue nuit d'amour (Una lunga lunga lunga notte d'amore) de Luciano Emmer : Marcello
- 2001 : Vipera de Sergio Citti : Guastamacchia
- 2001 : CQ de Roman Coppola : Enzo
- 2001 : The Whole Shebang (en) de George Zaloom : Pop Bazinni
- 2002 : Le Conseil d'Égypte (it) (Il consiglio d'Egitto) d'Emidio Greco : Narrateur
- 2002 : Ti voglio bene Eugenio de Francisco José Fernandez : Eugenio
- 2002 : Ciao America (it) de Frank Ciota : Zi' Felice
- 2002 : I banchieri di Dio de Giuseppe Ferrara : Flavio Carboni
- 2002 : Joshua (en) de Jon Purdy : Le pape
- 2002 : Darkness de Jaume Balagueró : Albert Rua
- 2003 : Un cœur ailleurs (Il cuore altrove) de Pupi Avati : Cesare
- 2003 : L'Affaire des cinq lunes (Piazza delle cinque lune) d'Enzo Martinelli (it) : Branco
- 2003 : L'Eau, le Feu (L'acqua... il fuoco) de Luciano Emmer : David
- 2003 : Per sempre (it) d'Alessandro Di Robilant (it) : Giovanni
- 2004 : Man on Fire de Tony Scott : Manzano
- 2004 : 13dici a tavola (it) d'Enrico Oldoini : Older Giulio
- 2005 : Raul - Diritto di uccidere (it) d'Andrea Bolognini : Giudice Porfirio
- 2005 : Coup de foudre en Toscane (The Shadow Dancer) de Brad Mirman : Père Moretti
- 2006 : Tirant le Blanc de Vicente Aranda : L'empereur
- 2006 : Casino Royale de Martin Campbell : René Mathis
- 2008 : Quantum of Solace de Marc Forster : René Mathis
- 2015 : Shades of Truth (en)[6] de Liana Marabini : Aaron Azulai
- 2018 : Le Joueur de base-ball était un espion (The Catcher Was a Spy) de Ben Lewin : professeur Edoardo Amaldi
- 2023 : Book Club: The Next Chapter de Bill Holderman : le chef de la police
- 2024 : Cabrini d'Alejandro Monteverde : Pie XII

### Acteur de télévision
- 1965 : David Copperfield (it) (feuilleton) : David Copperfield
- 1966 : Squarciagola, Lo de Luigi Squarzina
- 1971 : E le stelle stanno a guardare (it) (feuilleton) : Arthur Barras
- 1986 : La Griffe du destin (Sins), feuilleton de Douglas Hickox : Marcello D'Itri
- 1987 : Carla de Dino Risi, épisode de la série Quattro storie di donne (it)
- 1990 : Vita coi figli de Dino Risi (téléfilm)
- 1991 : Nero come il cuore (it) de Maurizio Ponzi : Valentino Bruio (téléfilm)
- 1993 : Échec et mat (it) (Colpo di coda) : Professeur (téléfilm)
- 1994 : Jacob : Laban
- 1996 : Un Angelo a New York (it) : Enzo
- 1997 : Nessuno escluso (it) (feuilleton) : DIA Director
- 1998 : Ritornare a volare (it) : Giulio
- 1998 : Cuori in campo : Carlo
- 2000 : Dune (Dune) (feuilleton) : Padishah-Emperor Shaddam Corrino IV
- 2001 : Francesca e Nunziata (it) : Giordano Montorsi
- 2002 : Jean XXIII - le pape du peuple (Papa Giovanni - Ioannes XXIII) : Angelo Roncalli (voix)
- 2002 : Dracula (en) : Dr Enrico Valenzi
- 2003 : Ma maison en Ombrie (it) (My House in Umbria) : Inspector Girotti
- 2004 : Le Cinque giornate di Milano (it) : Carlo Cattaneo
- 2006 : L'Onore e il rispetto (it) (feuilleton) : Pippo il Calabrese
- 2019 : Catch 22 (mini-série) : Marcello
- 2021 : Leonardo, série : Andrea del Verrocchio

### Scénariste
- 1982 : Bello mio, bellezza mia
- 1987 : Ternosecco

### Réalisateur
- 1987 : Ternosecco
- 2013 : Ti ho cercata in tutti i necrologi (it)

## Voix françaises
En France, Michel Papineschi est la voix française la plus régulière de Giancarlo Giannini.